# Vlado Lisjak
Vlado Lisjak (né le 29 avril 1962 à Petrinja) est un lutteur yougoslave (croate).
Il remporte le titre olympique en lutte gréco-romaine en 1984.